# تغيير الأماكن (رواية)
تغيير الأماكن (بالإنجليزية: Changing Places)‏ هي رواية للكاتب البريطاني ديفيد لودج، نشرت عام 1975، عن دار نشر سيكر آند واربرغ.